# 6-я Северная линия
Шеста́я Се́верная ли́ния  — улица на севере Москвы в районе Северный Северо-Восточного административного округа справа от Дмитровского шоссе в бывшем посёлке Северный, по которому названа.

## Расположение
6-я Северная линия начинается у стадиона «Северный» от 9-й линии, проходит сначала на запад, затем на северо-запад по парковой зоне, пересекает 7-ю линию и заканчивается на 5-й.

## Учреждения и организации
- Дом 1 — детская библиотека № 107 СВАО.